# Бугров Володимир Анатолійович
Володимир Анатолійович Бугро́в (нар. 10 листопада 1967, Бучач) — український філософ, педагог, ректор КНУ ім. Шевченка з 30 квітня 2021 року.
Член правління Міжнародного фонду Івана Франка. Відмінник освіти України (2001). Заслужений працівник освіти України (2014). Нагороджений орденом «За заслуги» 3 ступеня (2017). Член Національної групи супроводу Болонського процесу (2017).
У 2023 році став призером конкурсу «Токсичний ректор 2023». Громадськість вважає його найкреативнішим ректором щодо порушень.
Перший в історії України керівник закладу вищої освіти петиція щодо звільнення якого набрала потрібні 25 тисяч підписів.

## З життєпису
Народився 10 листопада 1967 року в Бучачі, районному центрі Тернопільської области (нині — центр міської громади, Україна) в родині учителів. Батько — Анатолій Іванович Бугров, етнічний росіянин, уродженець Калузької області, випускник історичного факультету Чернівецького університету, від 1964 року працював у Бучачі, учитель Бучацької середньої школи-інтернату. Мати — Ольга Семенівна (з дому — Базелюк, народилася в евакуації), випускниця Чернівецького університету, вчителька географії Бучацької середньої школи № 1 імені Володимира Гнатюка (нині Бучацька гімназія імені Володимира Гнатюка).
У 1984 році закінчив Бучацьку середню школу № 1 імені Володимира Гнатюка, отримавши золоту медаль за відмінне навчання. Вступив на відділення філософії філософського факультету Київського державного університету ім. Тараса Шевченка, який закінчив у 1991 році з відзнакою.
У 1986—1988 рр. — дійсна строкова служба в лавах ЗС СРСР.
На філософському факультеті Київського національного університету:
- 1991 року вступив до аспірантури (катедра філософії, спеціальність 09.00.01 — онтологія, гносеологія, феноменологія), яку закінчив у 1995 році.
- У червні 1996 захистив кандидатську дисертацію на тему «Мова та символ у контексті проблеми розуміння».
- З листопада 1995 року до вересня 1998 року — асистент катедри філософії та методології науки
- З жовтня 1998 року — доцент катедри історії філософії.
- У 2000 році присвоєне вчене звання доцента.
- З листопада 1998 року до січня 2009 року — заступник декана з наукової роботи.
- З лютого 2013 — професор катедри історії філософії (професор з травня 2014)
- З червня 2014 — виконувач обов'язків завідувача катедри історії філософії (у 2015 році склав повноваження на підставі вимог Закону України «Про вищу освіту»).

Голова Науково-методичної ради Київського національного університету імені Тараса Шевченка. Автор понад 100 наукових та навчально-методичних праць.
У січні 2009 року призначений на посаду проректора з науково-педагогічної роботи КНУ. У листопаді 2015 року повторно призначений на посаду проректора з науково-педагогічної роботи КНУ (після виборів ректора).
Член правління Міжнародного фонду Івана Франка. Відмінник освіти України (2001). Заслужений працівник освіти України (2014). Нагороджений орденом «За заслуги» 3 ступеня (2017). Член Національної групи супроводу Болонського процесу (2017).
Балотування на посаду ректора КНУ імені Шевченка
У листопаді-грудні 2020 року брав участь у виборах ректора КНУ імені Тараса Шевченка: у другому турі набрав 1839 голосів, що склало 47,59 % від загальної кількості виборців, його опонент — директор Інституту геології Сергій Вижва — 450 (11,65 %). Однак оскільки результат не перетнув позначки в 50 % + 1 голос від загального числа виборців, Володимира Бугрова не обрали ректором вишу.
У березні 2021 року повторно балотувався на посаду ректора КНУ імені Шевченка. У першому турі повторних виборів 17 березня 2021 року набрав 44,04 % голосів, вийшовши в другий тур. Переміг у другому турі, набравши 74,31 % голосів; його найближчий суперник, доктор економічних наук, професор, проректор з науково-педагогічної роботі КНУ Олександр Рожко набрав 12,39 % голосів.
В жовтні 2021 року Бугров відзначив дипломом за відданість роботі Олександра Каревіна, співробітника університету з проросійськими поглядами, який не приховував своєї опозиції до України. Пізніше, Оксана Марченко, дружина Віктора Медведчука, у своєму зверненні назвала його «заручником СБУ» і звернулася до Володимира Путіна з проханням посприяти його визволенню.

## Скандал
У лютому 2022 року у мережі Інтернет поширилася інформація про начебто романтичне листуванням Володимира Бугрова зі своїми студентками. 8 лютого ректор Бугров опублікував у свій телеграм-канал знімок з екрана листування, в одному з повідомлень у мессенджері Whats App містились погрози публікації його листування з політиками та всіма діловими контактами. Автор вимагав, щоб Бугров написав заяву на звільнення до ранку 6 лютого. В результаті чуток Бугров провів брифінг та спростував закиди у секс-скандалі та домаганні до студенток університету. Своєю чергою, колишня студентка Київського національного університету, яка побажала лишитися невідомою, повідомила виданню Фокус, що інформація про інтимні зв'язки Бугрова з однією зі студенток була загальновідомою серед освітньої спільноти.

## Родина
Дружина — Ольга Руденко, викладачка філософії, працює за фахом. Син Мирослав (нар. 1995) — аспірант філософського факультету.